# Jonathan Kvanvig
Jonathan Lee Kvanvig (nascido em 7 de dezembro de 1954) é professor de filosofia na Universidade de Washington em St. Louis.
Kvanvig publicou extensivamente em áreas como epistemologia, filosofia da religião, lógica e filosofia da linguagem. Alguns de seus livros incluem Rationality and Reflection, The Value of Knowledge and the Pursuit of Understanding, e The Problem of Hell (publicado em 1993), que debate o Inferno de uma maneira teológica e filosófica moderna.